# Kat Foster
Kat Foster (* 17. Mai 1978 in Alameda County, Kalifornien) ist eine US-amerikanische Schauspielerin.

## Leben und Karriere
Um ihren Traum, Schauspielerin zu werden zu verwirklichen, zog Kat Foster bereits als Jugendliche nach New York City, wo sie an der New York Tisch School of the Arts ihren Abschluss in Schauspiel absolvierte. 
Nachdem Foster einige Rollen an regionalen Theatern spielte sowie kleinere Auftritte in Fernsehserien wie Criminal Intent – Verbrechen im Visier und Law & Order hatte, erlangte sie ihre erste Hauptrolle 2006 in der Sitcom Ehe ist… als Stephanie „Steph“ Woodcock.
Foster ist mit Jim Hustead verheiratet und hat mit ihm eine Tochter (* 2018).

## Filmografie (Auswahl)
- 2001: The Education of Max Bickford (Fernsehserie, eine Folge)
- 2004: Thanksgiving (Kurzfilm)
- 2005: N.Y.-70 (Fernsehfilm)
- 2005: Criminal Intent – Verbrechen im Visier (Law & Order: Criminal Intent, Fernsehserie, eine Folge)
- 2005: Law & Order (Fernsehserie, eine Folge)
- 2006: The Book of Daniel (Fernsehserie, eine Folge)
- 2006: Family Guy (VS)
- 2006–2008: Ehe ist… (’Til Death, Fernsehserie, 39 Folgen)
- 2008: The Negotiating Table (Kurzfilm)
- 2008, 2013: Family Guy (Fernsehserie, 2 Folgen, Stimme)
- 2009: Eva Adams (Fernsehfilm)
- 2009: The Unusuals (Fernsehserie, 5 Folgen)
- 2010: Good Wife (The Good Wife, Fernsehserie, eine Folge)
- 2010: Law & Order: Special Victims Unit (Fernsehserie, 2 Folgen)
- 2010: In Security (Fernsehfilm)
- 2011: I Am Not a Moose (Kurzfilm)
- 2011–2012: Weeds – Kleine Deals unter Nachbarn (Weeds, Fernsehserie, 6 Folgen)
- 2012: Franklin & Bash (Fernsehserie, 2 Folgen)
- 2012: Royal Pains (Fernsehserie, 6 Folgen)
- 2012: Till It Gets Weird (Kurzfilm)
- 2012: The Newlymovedins (Kurzvideo)
- 2012: Let It Go (Fernsehfilm)
- 2013: Untitled Tad Quill Project (Fernsehfilm)
- 2013: Uggs for Gaza (Kurzfilm)
- 2013: The Goodwin Games (Fernsehserie, 7 Folgen)
- 2014: Bad Teacher (Fernsehserie, 6 Folgen)
- 2015: Die jungen Wilden – Eine sexy Komödie (The Dramatics: A Comedy)
- 2015: The Love Inside
- 2015: A Year and Change
- 2015: Your Family or Mine (Fernsehserie, 10 Folgen)
- 2016: Rebirth
- 2016–2017: Jean-Claude Van Johnson (Fernsehserie, 6 Folgen)
- 2018: Barry (Fernsehserie, eine Folge)
- 2018: Accommodations
- 2020: First One In
- 2021, 2024: CSI: Vegas (Fernsehserie, 5 Folgen)
- 2022: The Rookie (Fernsehserie, 2 Folgen)
- 2022: Gaslit (Fernsehserie, 3 Folgen)
- 2022: Gasoline Alley
- 2022: Spoonful of Sugar
- 2022: Continue
- 2022: Susie Searches
- 2023: Desperation Road
- 2023: Fear the Night